# 修院學校探案
《修院學校探案》，又譯名為「修道院公學」，柯南·道爾所著的福爾摩斯探案的56個短篇故事之一，收錄於《福爾摩斯歸來記》。

## 故事簡介
英國著名學院修道院公學的一位貴族孩子離奇失蹤，學院校長賀克斯塔布爾博士向福爾摩斯求助。孩子失蹤時，另一名老師黑底格亦同時失蹤，眾人都認為該名老師帶走了孩子。福爾摩斯與華生醫生來到修院學校，沿著疑似逃走路線一路調查，途中發現了該老師的屍體，足以見這失蹤案背後帶著邪惡的目的。福爾摩斯繼續調查，夜裡發現貴族的秘書王爾德偷偷到一間旅館密會。福爾摩斯最終查出該秘書事實上是貴族的私生子，帶走同父異母的弟弟希望霸佔家產。